# Regierung Albanese II
Die Regierung Albanese II bildet seit dem 13. Mai 2025 die Regierung von Australien. Sie wurde nach dem Sieg der Labor Party mit absoluter Mehrheit bei der Parlamentswahl 2025 gebildet.

## Kabinettsmitglieder
| Amt | Bild | Name                 |
| --- | ---- | -------------------- |
| Premierminister Vorsitzender der Labor Party |      | Anthony Albanese     |
| Stellvertretender Premierminister Stellvertretender Vorsitzender der Labor Party Verteidigungsminister                                                                                       |      | Richard Marles       |
| Außenministerin Anführerin der Regierung im Senat |      | Penny Wong           |
| Schatzmeister |      | Jim Chalmers         |
| Finanzministerin Ministerin für den öffentlichen Dienst Ministerin für Frauen Ministerin für öffentliche Dienste Vizepräsidentin des Exekutivrats Managerin für Regierungsgeschäfte im Senat |      | Katy Gallagher       |
| Minister für Handel und Tourismus Sonderstaatsminister Stellvertretender Anführer der Regierung im Senat                                                                                     |      | Don Farrell          |
| Innenminister Minister für Einwanderung und Staatsbürgerschaft Minister für Cybersicherheit Minister für Kunst Anführer der Regierung im Repräsentantenhaus                                  |      | Tony Burke           |
| Minister für Gesundheit und Alter Minister für Behinderung und die nationale Invalidenversicherung Stellvertretender Anführer der Regierung im Repräsentantenhaus                            |      | Mark Butler          |
| Minister für Klimawandel und Energie |      | Chris Bowen          |
| Minister für Infrastruktur, Verkehr, Regionalentwicklung und Kommunalverwaltung |      | Catherine King       |
| Minister für Beschäftigung und Arbeitsbeziehungen |      | Amanda Rishworth     |
| Minister für Bildung |      | Jason Clare          |
| Generalstaatsanwältin |      | Michelle Rowland     |
| Ministerin für soziale Dienste |      | Tanya Plibersek      |
| Ministerin für Landwirtschaft, Fischerei und Forsten |      | Julie Collins        |
| Ministerin für Wohnungswesen Ministerin für Obdachlosigkeit Ministerin für Städte |      | Clare O'Neil         |
| Ministerin für Ressourcen Ministerin für Nordaustralien |      | Madeleine King       |
| Minister für Umwelt und Wasser |      | Murray Watt          |
| Ministerin für indigene Australier |      | Malarndirri McCarthy |
| Ministerin für Kommunikation Ministerin für Sport |      | Anika Wells          |
| Minister für Verteidigungsindustrie Minister für pazifische Inselangelegenheiten |      | Pat Conroy           |
| Minister für Kleinunternehmen Minister für internationale Entwicklung Minister für multikulturelle Angelegenheiten                                                                           |      | Anne Aly             |
| Minister für Industrie und Innovation Minister für Wissenschaft |      | Tim Ayres            |

### Weitere Minister
| Amt | Bild | Name             |
| --- | ---- | ---------------- |
| Minister für Veteranenangelegenheiten Minister für Verteidigungspersonal                                   |      | Matt Keogh       |
| Ministerin für regionale Entwicklung, Kommunalverwaltung und Territorien Ministerin für Katastrophenschutz |      | Kristy McBain    |
| Minister für Qualifikationen und Ausbildung                                                                |      | Andrew Giles     |
| Ministerin für das nationale Invalidenversicherungssystem                                                  |      | Jenny McAllister |
| Stellvertretender Schatzmeister Minister für Finanzdienstleistungen                                        |      | Daniel Mulino    |
| Ministerin für frühkindliche Bildung Ministerin für Jugend                                                 |      | Jess Walsh       |
| Minister für Altenpflege und Senioren                                                                      |      | Sam Rae          |

### Stellvertretende Minister
| Amt | Bild | Name                |
| --- | ---- | ------------------- |
| Stellvertretender Minister beim Premierminister Stellvertretender Minister für den öffentlichen Dienst Stellvertretender Minister für Beschäftigung und Arbeitsbeziehungen  |      | Patrick Gorman      |
| Stellvertretender Minister für Einwanderung Stellvertretender Minister für Auswärtige Angelegenheiten und Handel                                                            |      | Matt Thistlethwaite |
| Stellvertretender Minister für Produktivität, Wettbewerb, Wohltätigkeit und Finanzen                                                                                        |      | Andrew Leigh        |
| Stellvertretende Ministerin für Sozialdienste Stellvertretende Ministerin für die Prävention von häuslicher Gewalt                                                          |      | Ged Kearney         |
| Stellvertretende Ministerin für psychische Gesundheit und Suizidprävention Stellvertretende Ministerin für ländliche und regionale Gesundheit                               |      | Emma McBride        |
| Stellvertretender Minister für Ressourcen Stellvertretender Minister für regionale Entwicklung Stellvertretender Minister für Landwirtschaft, Fischerei und Forstwirtschaft |      | Anthony Chisholm    |
| Stellvertretender Minister für Klimawandel und Energie Stellvertretender Minister für Katastrophenschutz                                                                    |      | Josh Wilson         |
| Stellvertretender Minister für Staatsbürgerschaft, Zoll und multikulturelle Angelegenheiten Stellvertretender Minister für internationale Bildung                           |      | Julian Hill         |
| Stellvertretende Ministerin für Gesundheit und Altenpflege Stellvertretende Ministerin für indigene Gesundheit Stellvertretende Ministerin für Frauen                       |      | Rebecca White       |
| Kabinettssekretär Stellvertretender Minister für Wissenschaft, Technologie und digitale Wirtschaft                                                                          |      | Andrew Charlton     |
| Stellvertretende Ministerin für Nordaustralien Stellvertretende Ministerin für Tourismus Stellvertretende Ministerin für Angelegenheiten der Pazifikinseln                  |      | Nita Green          |
| Stellvertretender Verteidigungsminister |      | Peter Khalil        |

### Sondergesandte
| Amt                                                                           | Bild | Name             |
| ----------------------------------------------------------------------------- | ---- | ---------------- |
| Sondergesandte für die Künste                                                 |      | Susan Templeman  |
| Sondergesandter für Verteidigung, Veteranenangelegenheiten und Nordaustralien |      | Luke Gosling     |
| Sondergesandter für Männergesundheit                                          |      | Dan Repacholi    |
| Sondergesandter für Sozialwohnungen und Obdachlosigkeit                       |      | Josh Burns       |
| Sondergesandte für abgelegene Gemeinden                                       |      | Marion Scrymgour |
| Sondergesandte für Anpassung an den Klimawandel und Resilienz                 |      | Kate Thwaites    |
| Sondergesandter für den Indischen Ozean                                       |      | Tim Watts        |